# Луксембург на Европском првенству у атлетици на отвореном 1934.
Луксембург је учествовала на 1. Европском првенству у атлетици на отвореном 1934. одржаном у Торинуу од 7. до 9. септембра. Репрезентацију Луксембурга представљалја су четири атлетичара који су се такмичили у 3 дисциплине.
У укупном пласману Луксембург није освојио ниједну медаљу, а његов атлетичар Пјер Емер у трци на 800 метара истрчао је национални рекорд.
У табели успешности према броју и пласману такмичара који су учествовали у финалним такмичењима (првих 8 такмичара) Луксембург је са једним  пласманом у финалу заузео 18. место са једним бодом, од 18 земаља које су имале представнике у филану, од укупно 23 земље учеснице.
| Пл. | Земља      | 1. место | 2. место | 3. место | 4. место | 5. место | 6. место | 7. место | 8. место | Бр. фин. | Бодови |
| --- | ---------- | -------- | -------- | -------- | -------- | -------- | -------- | -------- | -------- | -------- | ------ |
| 18. | Луксембург | 0 - 0    | 0 - 0    | 0 - 0    | 0 - 0    | 0 - 0    | 0 - 0    | 0 - 0    | 1 - 1    | 1        | 1      |

## Учесници
Мушкарци:
- Жан Кромбаш — 400 м
- Пјер Емер — 800 м
- Анри Фежан — Скок удаљ,
- Франсоа Мерш — Скок удаљ,

## Резултати

### Мушкарци
| Атлетичар    | Дисциплина | Лични рекорд | Квалификације | Квалификације | Полуфинале | Полуфинале   | Финале               | Финале        | Детаљи |
| Атлетичар    | Дисциплина | Лични рекорд | Резултат      | Место         | Резултат   | Место        | Резултат             | Место         | Детаљи |
| ------------ | ---------- | ------------ | ------------- | ------------- | ---------- | ------------ | -------------------- | ------------- | ------ |
| Жан Кромбаш  | 400 м      |              | 50.2          | 4 у гр. 3     |            |              | Није се квалификовао | 11. / 12 (13) | [ 2 ]  |
| Пјер Емер    | 800 м      |              | 1:59,1        | 3. у гр. 1    | 1:55,8 НР  | 6. / 11 (12) | [ 2 ]                |               |        |
| Анри Фежан   | скок удаљ  |              |               |               |            |              | 6,62                 | 12 / 15       | [ 2 ]  |
| Франсоа Мерш | скок удаљ  |              | 6,38          | 15. /15       | [ 2 ]      |              |                      |               |        |

## Биланс медаља Луксембурга после 1. Европског првенства на отвореном 1934.
|    | ЕП    |   |   |   |   | УП |
| 1. | 1934. | 0 | 0 | 0 | 0 | 0. |
| -- | ----- | - | - | - | - | -- |

|                                        | Атлетичар-ка]                          |                                        |                                        |                                        |                                        |                                        |
| Није било вишеструких освајача медаља. | Није било вишеструких освајача медаља. | Није било вишеструких освајача медаља. | Није било вишеструких освајача медаља. | Није било вишеструких освајача медаља. | Није било вишеструких освајача медаља. | Није било вишеструких освајача медаља. |
| -------------------------------------- | -------------------------------------- | -------------------------------------- | -------------------------------------- | -------------------------------------- | -------------------------------------- | -------------------------------------- |